# 东风路 (珠海)
东风路，中国珠海市一条呈东西走向的一般行车道路。西起康宁路，东至情侣中路，全长529米，路宽16米，單向/双向4车道。

## 历史
该道路始建于1980年代，1985年命名，以前为水泥路面。2008年，该道路西侧铺设沥青路面；2013年，该道路东侧铺设沥青路面。

## 与之交汇街道
道路顺序由西往东排列，粗体字为主干道
- 康宁路
- 中心街、东风里街
- 凤凰南路
- 碧海路
- 情侣中路